# Ceanothus americanus
Ceanothus americanus är en brakvedsväxtart som beskrevs av Carl von Linné. Ceanothus americanus ingår i släktet Ceanothus och familjen brakvedsväxter. Inga underarter finns listade i Catalogue of Life.

## Bildgalleri

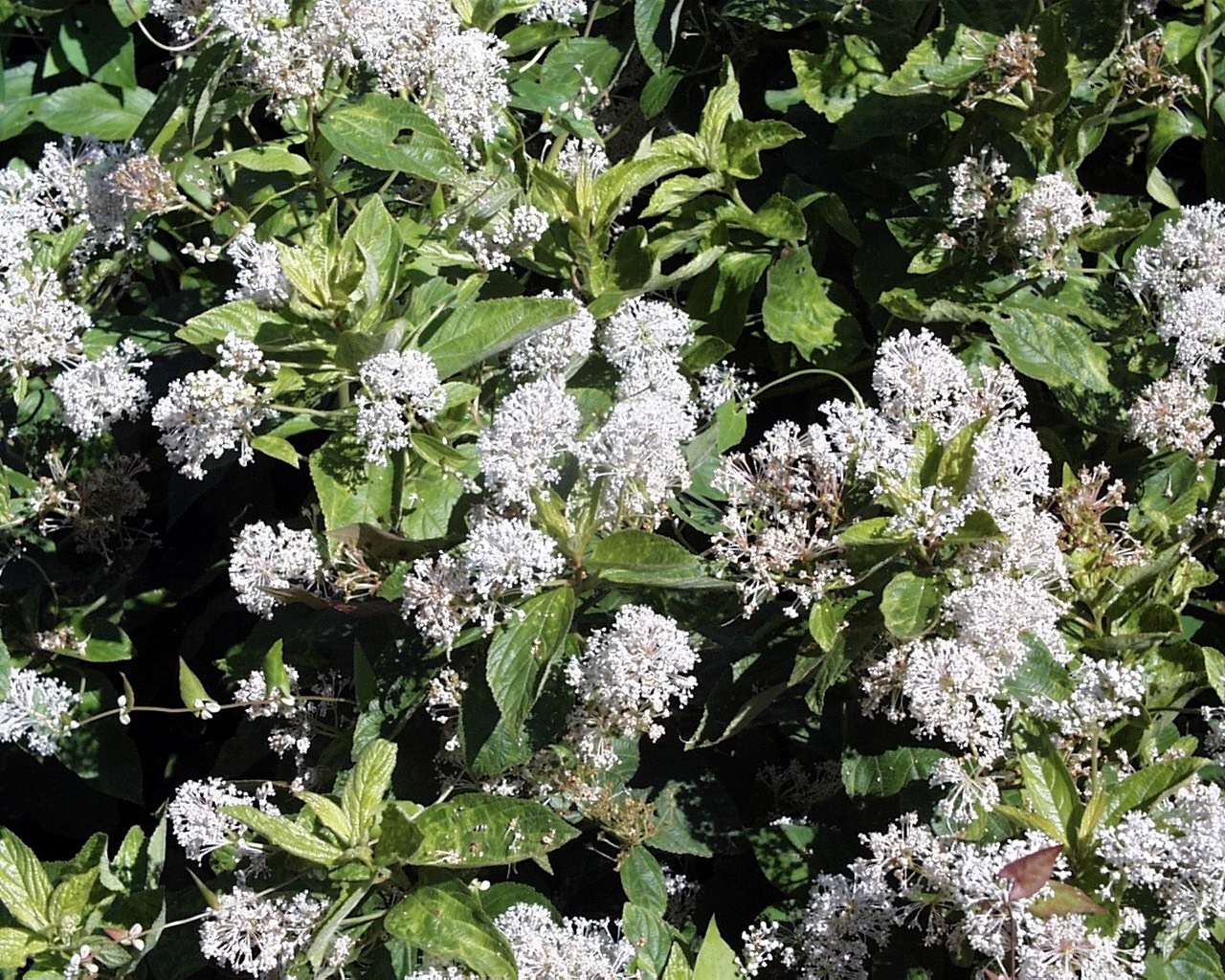
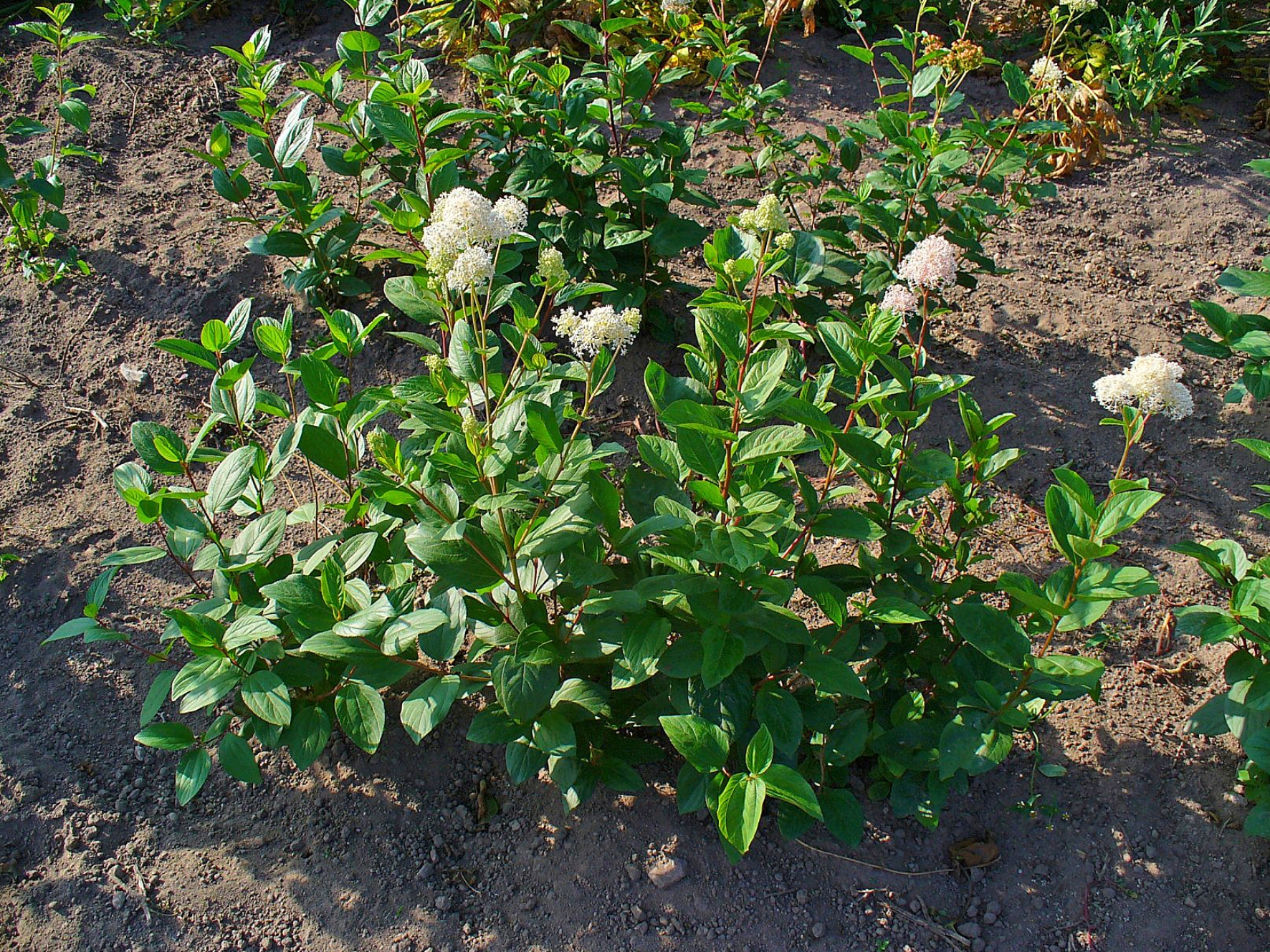
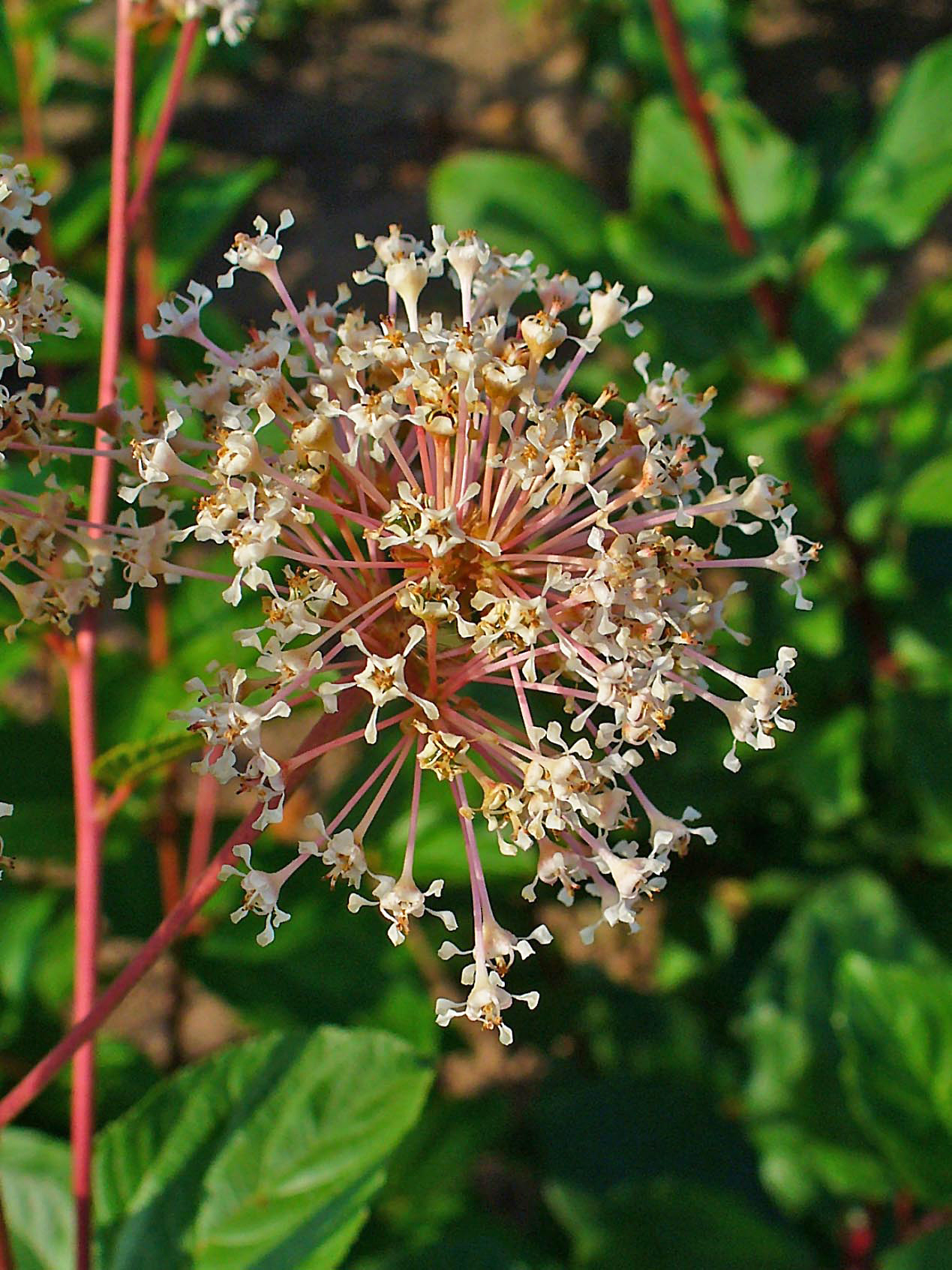
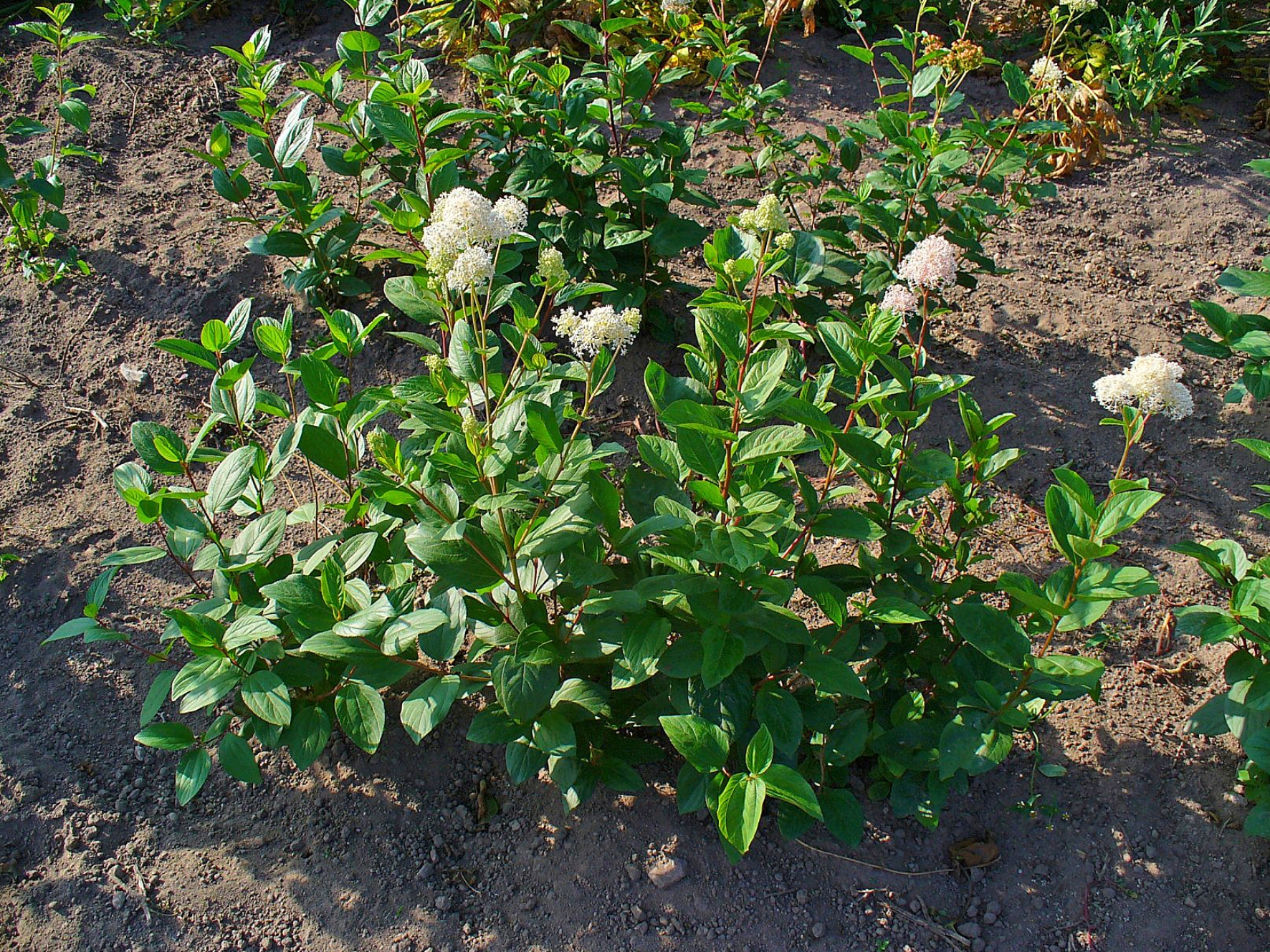
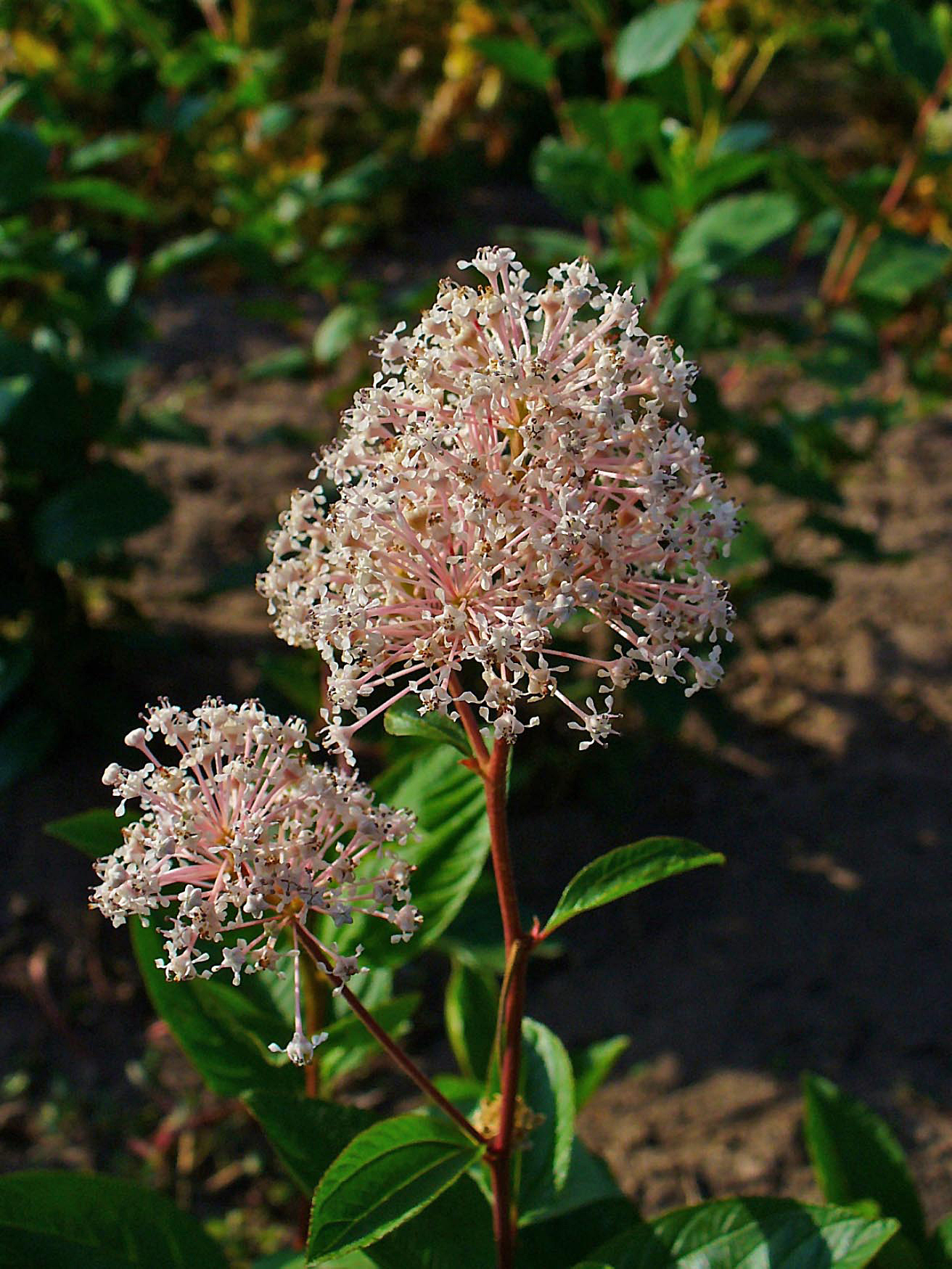
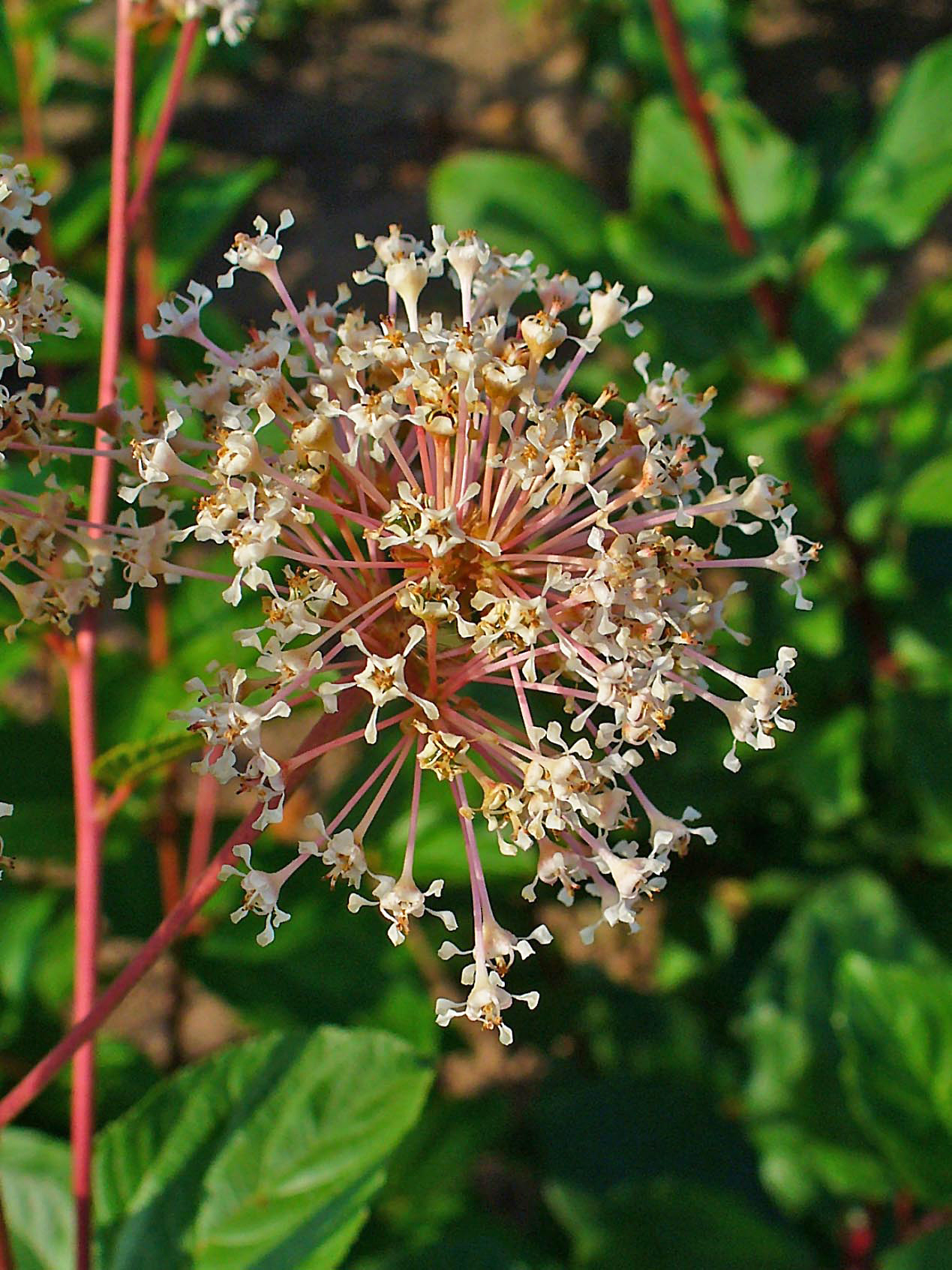